# Saint-Benoît, Aude
Saint-Benoît är en kommun i departementet Aude i regionen Occitanien  i södra Frankrike. Kommunen ligger  i kantonen Chalabre som ligger i arrondissementet Limoux. År 2022 hade Saint-Benoît 108 invånare.

## Befolkningsutveckling
Antalet invånare i kommunen Saint-Benoît
Referens: INSEE